# 엄마는 페미니스트
《엄마는 페미니스트》(영어: Dear Ijeawele, or A Feminist Manifesto in Fifteen Suggestions)는 2017년에 출간된 치마만다 응고지 아디치에의 책이다. 아이를 평등의식을 가진 페미니스트로 키우는 방법에 대해 소개한다. 아이뿐 아니라 어른들이 평소에 가졌던 차별적 요소를 지닌 생각들에 대해 다시 한번 일깨워준다. 대한민국에서는 민음사에서 출판되었다.

## 배경
치마만다 응고지 아디치에는 19977년 9월 15일 나이지라에서 태어났다. 《보랏빛 히비스커스》(2003)를 발표하며 영연방 작가상, 허스트 라이트 기념상을, 《태양은 노랗게 타오른다》(2006)로 오렌지 소설상을 받고 ‘천재상’이라는 별명으로 불리는 맥아더 펠로로 선정되었으며 뉴욕 타임스 선정 ‘올해 주목해야할 100대 소설’ 의 목록에 올랐다. 그 후 《우리는 모두 페미니스트가 되어야 합니다》(2014)로 페미니스트 작가로 일약 거듭났다. 2016년 페이스북 연재글을 바탕으로 출간한 《엄마는 페미니스트》로 전세계적인 화제를 모았고, 이 작품으로 프랑스 마담 피가로 선정 ‘여주인공상’을 수상했다.
《엄마는 페미니스트》를 집필한 배경은 아디치에의 친구가 아디치에에게 자신의 아이를 평등의식을 가진 페미니스트로 키우려면 어떻게 해야하나라고 묻자 그에 대한 답변을 엮은 것이다.

## 목차
- 서문
- 이제아웰레에게
- 첫번째 제안

- 충만한 사람이 될 것.
- 두번째 제안

- 같이할 것.
- 세번째 제안

- ‘성 역할’은 완벽한 헛소리라고 가르칠 것.
- 네번째 제안

- ‘유사 페미니즘’의 위험성에 주의할 것.
- 다섯번째 제안

- 독서를 가르칠 것.
- 여섯번째 제안

- 흔히 쓰이는 표현에 의구심을 갖도록 가르칠 것.
- 일곱번째 제안

- 결혼을 업적처럼 이야기하지 말 것.
- 여덟번째 제안

- 호감형 되기를 거부하도록 가르칠 것.
- 아홉번째 제안

- 민족적 정체성을 가르칠 것.
- 열번째 제안

- 아이의 일, 특히 외모와 관련된 일에 신중해질 것.
- 열한번째 제안

- 우리 문화가 사회 규범에 대한 ‘근거’를 들 때 선택적으로 생물학을 사용하는 것에 의구심을 갖도록 가르칠 것.
- 열두번째 제안

- 일찍부터 성교육을 할 것.
- 열세번째 제안

- 사랑이 반드시 찾아올 테니 응원해 줄 것.
- 열네번째 제안

- 억압에 대해 가르칠 때 억압당하는 사람을 성자로 만들지 않도록 조심할 것.
- 열다섯번째 제안

- 차이에 대해 가르칠 것.

## 내용
친구에게 안부를 전하는 편지로 서문을 여는 이 책은 딸에게 엄마가 해 주는 열다섯 가지 제안을 통해 성역할에 차별받지 않고 성과 관련하여 억압받지 않는 방법을 편지 글의 형식으로 소개한다.
첫 번째 제안, 충만한 사람이 될 것에서는 친구에게 엄마가 되는 것에 대해 편견을 갖지 말라고 조언한다. 내용 중 "일하는 엄마라는 것에 대해 사과하지마. 너는 네 일을 사랑하고, 네가 하는 일을 사랑하는 것은 네 아이에게도 굉장한 선물이야"라는 구절은 엄마라는 단어에 구속되지 말며, 초보 엄마인 만큼 '만능'인 엄마를 바라지 말고 아이에게 충만한 사람이 되라고 말한다.
두 번째 제안, 같이 할 것은 육아와 가사를 부모 둘 다에게 주어진 것이며 서로에게 동등한 것임을 잊지 말라고 한다.
세 번째 제안,‘성 역할’은 완벽한 헛소리라고 가르칠 것은 아이를 '여자니까, 남자니까'라는 말에 종속시키지 말라는 것이다. 아이를 성 역할에 구분짓지 않으며 독립적인 아이로 키우고 싶으면 말이다.
네 번째 제안,‘유사 페미니즘’의 위험성에 주의할 것에서 '유사 페미니즘'은 남자가 선천적으로 우월하지만 '여자에게 잘해 줘야 한다'는 사고 방식을 가진 것으로 인간에 대한 차별의 일환인 성차별을 종식시켜는 페미니즘과는 다른 조건부적인 페미니즘이다. 이러한 것을 아이나 부모가 모두 조심 해야 한다.
마지막 열 다섯번째 제안, 차이에 대해 가르칠 것. 책 내용 중 " 차이를 평범한 것으로, 정상적인 것으로 만들어.... 아이한테 차이에 대해 가르침으로써 치잘룸이 다양성의 세상에서 살아남을 수 있도록 준비시키는 거야."라는 구절이 나온다. 현실에서는 차이가 굉장히 많이 존재한다. 그런 현실 속에 사는 아이가 차별에 억압받지 않고 차이에 대해 많은 의견을 가진 아이로 자라길 바라는 마음이 드러난다.
그리고 끝으로 "어떤 인생이든 본인이 원하는 대로 살길."이라는 말로 책을 맺는다.

## 같이 보기
- 우리는 모두 페미니스트가 되어야 합니다(영어판)